# Hermann Hirt
Hermann Hirt, född 19 december 1865 i Magdeburg, död 12 september 1936 i Giessen, var en språkforskare.
Hirt blev 1896 professor i Leipzig och 1912 i Giessen. Han utvecklade en omfattande verksamhet inom indoeuropeisk språk- och kulturhistoria. Tillsammans med Otto Schrader och Fustel de Coulanges lade han fram bevis som pekade på att det protoindoeuropeiska samhället hade varit patriarkalt (jämför Bachofens matriarkat). Till skillnad från Schraders verk, som fick en antiauktoritär undertext, intog Hirt en mer neutral hållning som bidrog till att hans verk fick en auktoritativ status. Hirt stödde de arkeologer som argumenterade för ett nordeuropeiskt urhem, särskilt i Die Indogermanen. 
Men Hirts grundtankar kan inte anpassas till nazismen. I hans ättesamhälle rådde enkel folklig och bondsk demokrati. Först i och med expansionen hade erövrarna etablerat sig som aristokrati. Denna bild utgjorde 1800-talets bild av germaner - ej en nazistisk. Vidare kritiserade Hirt de rasantropologiska spekulationerna om indogermanerna, bland annat varnade han för riskerna att beskriva den urindoeuropeiska tiden som en guldålder. Hirt t.o.m. uppskattade verk som jämförde germanerna med "rasfrämmande" folk. 
Hirt utgav en omarbetad upplaga av Weigands Deutsches Wörterbuch (två band, 1909-10)